# Fesenyán
Joresh-e fesenyán (en persa: خورش فسنجان‎), o simplemente fesenyán (persa: فسنجان), es un plato que forma parte de la cocina persa . Se trata de un estofado elaborado con zumo de granada y nueces molidas (en una variedad denominada Bazha).

## Características
Tradicionalmente se ha elaborado con carnes de aves de corral (pato o pollo); las variantes emplean albóndigas de carne —normalmente de cordero, picada o en dados (ghormeh)—, pescado o verduras. Se suele servir con arroz a la persa blanco o con arroz amarillo (denominado polo o chelo). Suele tener una consistencia muy similar a la de una salsa.